# NHK長門湯本テレビ中継局
NHK長門湯本テレビ中継局（エヌエイチケイながとゆもとテレビちゅうけいきょく）は、山口県長門市にあったNHK山口放送局のテレビ中継局である。

## 中継局概要（廃止時点）
- 当中継局は、長門市深川湯本の高雄山に置かれ、長門湯本地区の一部をカバーしていた。ケーブルテレビ（ほっちゃテレビ）が普及したため、2009年（平成21年）3月31日をもって廃止された[1]。

| 放送局名          | チャンネル | 空中線電力        | ERP  | 放送対象地域 | 放送区域内世帯数 | 偏波面   |
| NHK山口総合テレビ | 56ch+      | 映像1W /音声250mW | 不明 | 山口県       | 不明             | 水平偏波 |
| NHK山口教育テレビ | 54ch+      | 映像1W /音声250mW | 不明 | 全国放送     | 不明             | 水平偏波 |